# Liste des espèces de Penicillium
Cette page recense les espèces du genre Penicillium qui en compte plus de 300.
- Haut – A
- B
- C
- D
- E
- F
- G
- H
- I
- J
- K
- L
- M
- N
- O
- P
- Q
- R
- S
- T
- U
- V
- W
- X
- Y
- Z

## A
- Penicillium abidjanum[1]
- Penicillium adametzii[1]
- Penicillium adametzioides[1]
- Penicillium aeris[2]
- Penicillium aethiopicum[1]
- Penicillium albicans[1]
- Penicillium albidum[1]
- Penicillium albocoremium
- Penicillium alexiae[3]
- Penicillium alfredii[4]
- Penicillium alicantinum[3]
- Penicillium allahabadense[5]
- Penicillium allii
- Penicillium allii-sativi[3]
- Penicillium alogum[2]
- Penicillium alutaceum[1]
- Penicillium anatolicum[1]
- Penicillium amagasakiense[3]
- Penicillium amaliae[3]
- Penicillium amphipolaria[2]
- Penicillium anatolicum[3]
- Penicillium angulare[3]
- Penicillium angustiporcatum[1]
- Penicillium antarcticum[3]
- Penicillium annulatum[2]
- Penicillium aotearoae[2]
- Penicillium araracuarense[3]
- Penicillium ardesiacum[3]
- Penicillium arenicola[3]
- Penicillium aragonense[1]
- Penicillium arianeae[3]
- Penicillium ardesiacum[1]
- Penicillium arenicola[1]
- Penicillium argentinense
- Penicillium armarii[4]
- Penicillium astrolabium[3]
- Penicillium asturianum[1]
- Penicillium atramentosum[1]
- Penicillium athertonense[4]
- Penicillium atrolazulinum[2]
- Penicillium attenuatum[2]
- Penicillium atrosanguineum[1]
- Penicillium atrovenetum[1]
- Penicillium austricola[2]
- Penicillium aurantiacobrunneum[4]
- Penicillium aurantiogriseum[1]
- Penicillium aureocephalum[1]
- Penicillium austroafricanum[4]
- Penicillium austrosinicum[2]

- Haut – A
- B
- C
- D
- E
- F
- G
- H
- I
- J
- K
- L
- M
- N
- O
- P
- Q
- R
- S
- T
- U
- V
- W
- X
- Y
- Z

## B

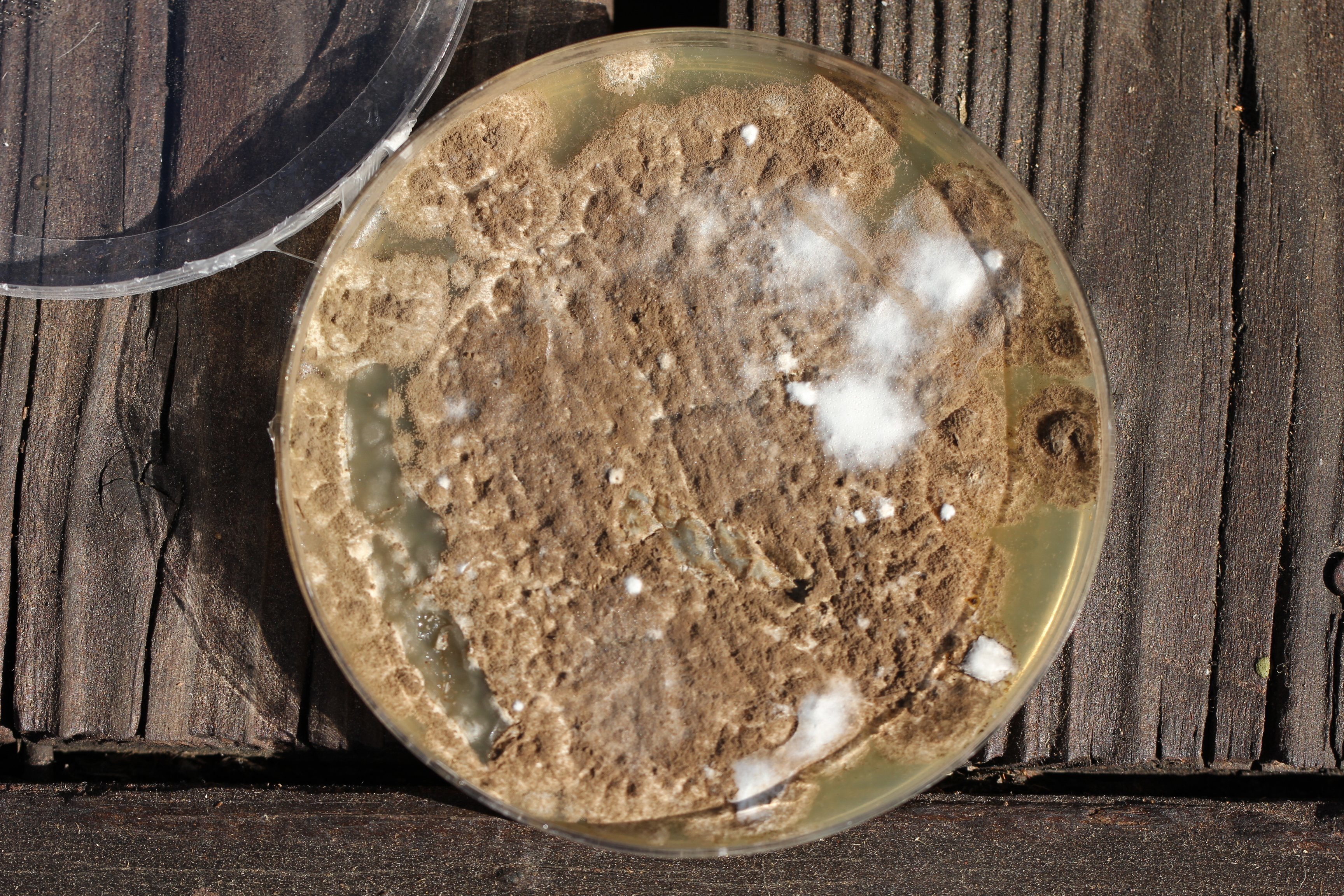
Penicillium brevicompactum

- Penicillium bilaiae[1]
- Penicillium bissettii[6]
- Penicillium boreae[1]
- Penicillium bovifimosum[3]
- Penicillium brasilianum[1]
- Penicillium brasiliense
- Penicillium brefeldianum[3]
- Penicillium brevicompactum[1]
- Penicillium brevissimum[1]
- Penicillium brevistipitatum[3]
- Penicillium brocae[1]
- Penicillium brunneoconidiatum[4]
- Penicillium brunneum[1]
- Penicillium buchwaldii[3]
- Penicillium burgense[3]
- Penicillium bussumense[4]

- Haut – A
- B
- C
- D
- E
- F
- G
- H
- I
- J
- K
- L
- M
- N
- O
- P
- Q
- R
- S
- T
- U
- V
- W
- X
- Y
- Z

## C
- Penicillium caerulescens[1]
- Penicillium cainii[3]
- Penicillium cairnsense[3]
- Penicillium calidicanium[1]
- Penicillium camemberti[1]
- Penicillium camponotum[7]
- Penicillium canariense[1]
- Penicillium canescens[1]
- Penicillium canis[4]
- Penicillium cantabricum[7]
- Penicillium caperatum[3]
- Penicillium capsulatum[1]
- Penicillium carneum[1]
- Penicillium cartierense[4]
- Penicillium caseifulvum[3]
- Penicillium catalonicum[7]
- Penicillium cataractarum[7]
- Penicillium catenatum[1]
- Penicillium cavernicola[3]
- Penicillium cecidicola[3]
- Penicillium cellarum[7]
- Penicillium chalabudae[7]
- Penicillium chalybeum[1]
- Penicillium charlesii[3]
- Penicillium chermesinum[1]
- Penicillium choerospondiatis[7]
- Penicillium christenseniae[3]
- Penicillium chroogomphum[7]
- Penicillium chrysogenum[1]
- Penicillium cinnamopurpureum[3]
- Penicillium citrinum[1]
- Penicillium citrioviride[3]
- Penicillium clavigerum[3]
- Penicillium clavistipitatum[4]
- Penicillium claviforme[1]
- Penicillium cluniae[4]
- Penicillium coalescens[1]
- Penicillium coccotrypicola[4]
- Penicillium coeruleum[1]
- Penicillium coffeae[3]
- Penicillium columnare
- Penicillium commune[1]
- Penicillium compactum[7]
- Penicillium concentricum[3]
- Penicillium confertum[3]
- Penicillium contaminatum[4]
- Penicillium coprobium[1]
- Penicillium coprophilum[1]
- Penicillium copticola[3]
- Penicillium coralligerum[3]
- Penicillium corylophilum[1]
- Penicillium corynephorum[1]
- Penicillium corvianum[7]
- Penicillium cosmopolitanum[3]
- Penicillium cremeogriseum[3]
- Penicillium crustosum[1]
- Penicillium cryptum[3]
- Penicillium crystallinum[4]
- Penicillium costaricense[7]
- Penicillium cravenianum[7]
- Penicillium curticaule[7]
- Penicillium cvjetkovicii[7]
- Penicillium cyaneum[1]

- Haut – A
- B
- C
- D
- E
- F
- G
- H
- I
- J
- K
- L
- M
- N
- O
- P
- Q
- R
- S
- T
- U
- V
- W
- X
- Y
- Z

## D

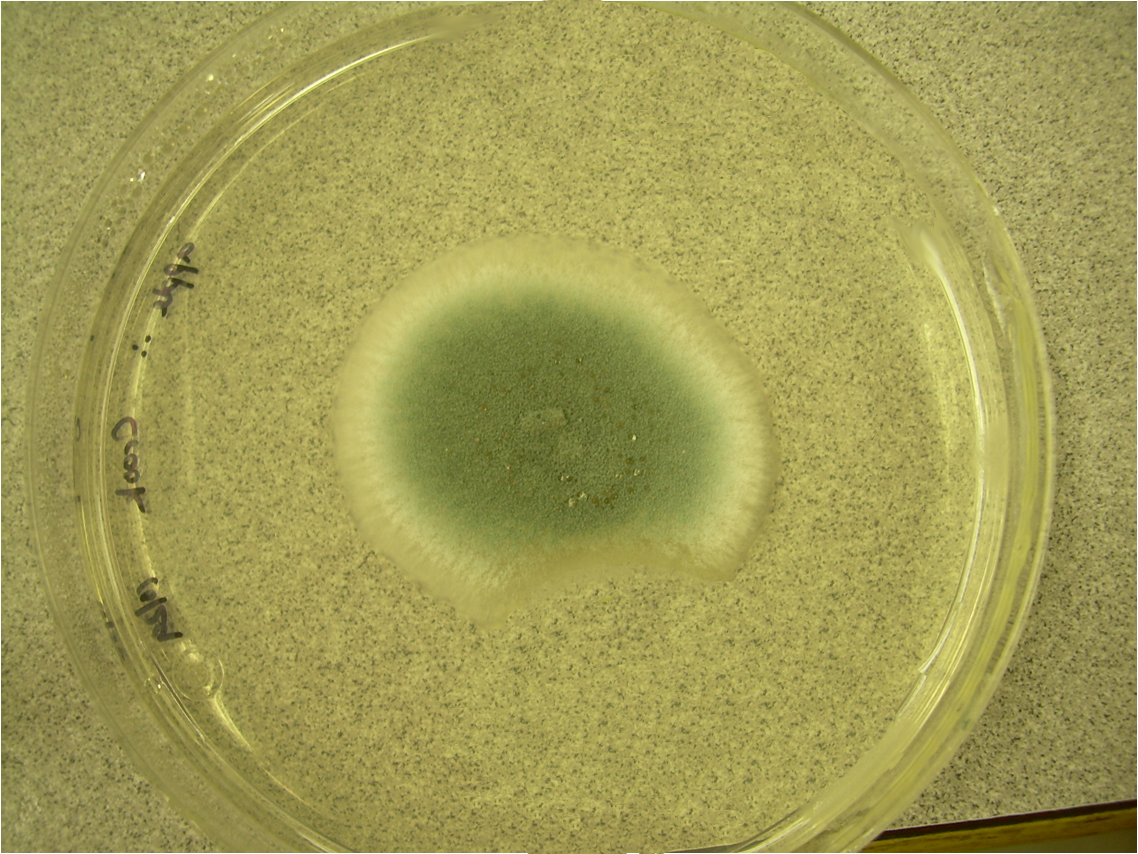
Penicillium digitatum

- Penicillium daejeonium[4]
- Penicillium daleae[3]
- Penicillium decaturense[3]
- Penicillium decumbens[1]
- Penicillium dendriticum[1]
- Penicillium desertorum[3]
- Penicillium diabolicalicense[8]
- Penicillium dierckxii[1]
- Penicillium digitatum[1]
- Penicillium dimorphosporum[1]
- Penicillium dipodomyicola[3]
- Penicillium dipodomyis[3]
- Penicillium discolor[1]
- Penicillium diversum[1]
- Penicillium dodgei[1]
- Penicillium donkii[1]
- Penicillium dravuni[1]
- Penicillium duclauxii[1]
- Penicillium dunedinense[4]

- Haut – A
- B
- C
- D
- E
- F
- G
- H
- I
- J
- K
- L
- M
- N
- O
- P
- Q
- R
- S
- T
- U
- V
- W
- X
- Y
- Z

## E

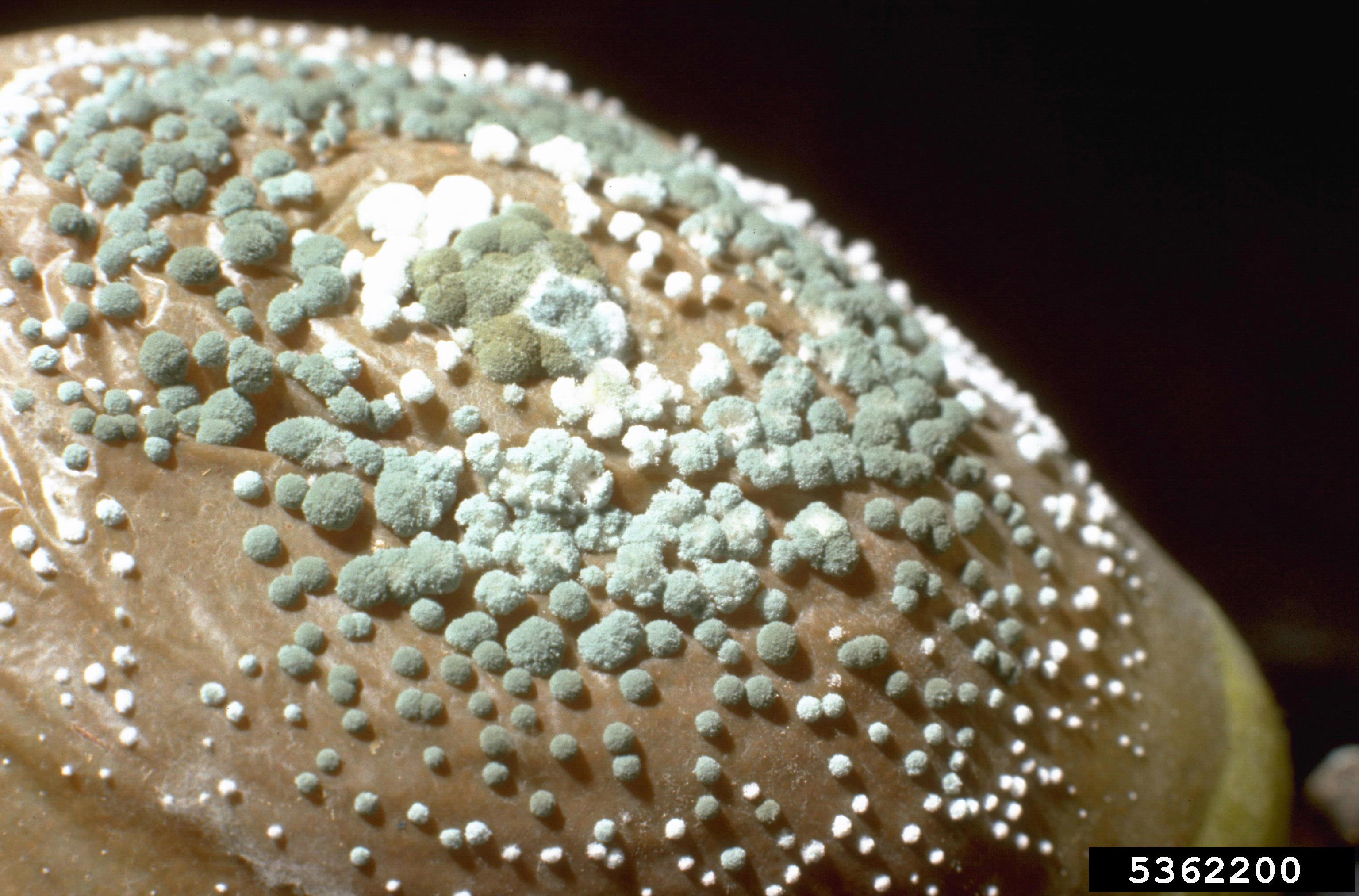
Penicillium expansum

- Penicillium echinulatum[1]
- Penicillium elleniae[4]
- Penicillium ellipsoideosporum[3]
- Penicillium emmonsii[1]
- Penicillium erubescens[1]
- Penicillium euglaucum[3]
- Penicillium erythromellis[1]
- Penicillium estinogenum[4]
- Penicillium excelsum[9]
- Penicillium expansum[1]

- Haut – A
- B
- C
- D
- E
- F
- G
- H
- I
- J
- K
- L
- M
- N
- O
- P
- Q
- R
- S
- T
- U
- V
- W
- X
- Y
- Z

## F
- Penicillium fasciculatum[1]
- Penicillium fennelliae[1]
- Penicillium fimorum[10]
- Penicillium flavescens[3]
- Penicillium flavidostipitatum[1]
- Penicillium flavigenum[1]
- Penicillium flavisclerotiatum[4]
- Penicillium fluviserpens[10]
- Penicillium formosanum[1]
- Penicillium fractum[1]
- Penicillium freii[1]
- Penicillium funiculosum[1]
- Penicillium fundyense[10]
- Penicillium fusisporum[4]

- Haut – A
- B
- C
- D
- E
- F
- G
- H
- I
- J
- K
- L
- M
- N
- O
- P
- Q
- R
- S
- T
- U
- V
- W
- X
- Y
- Z

## G

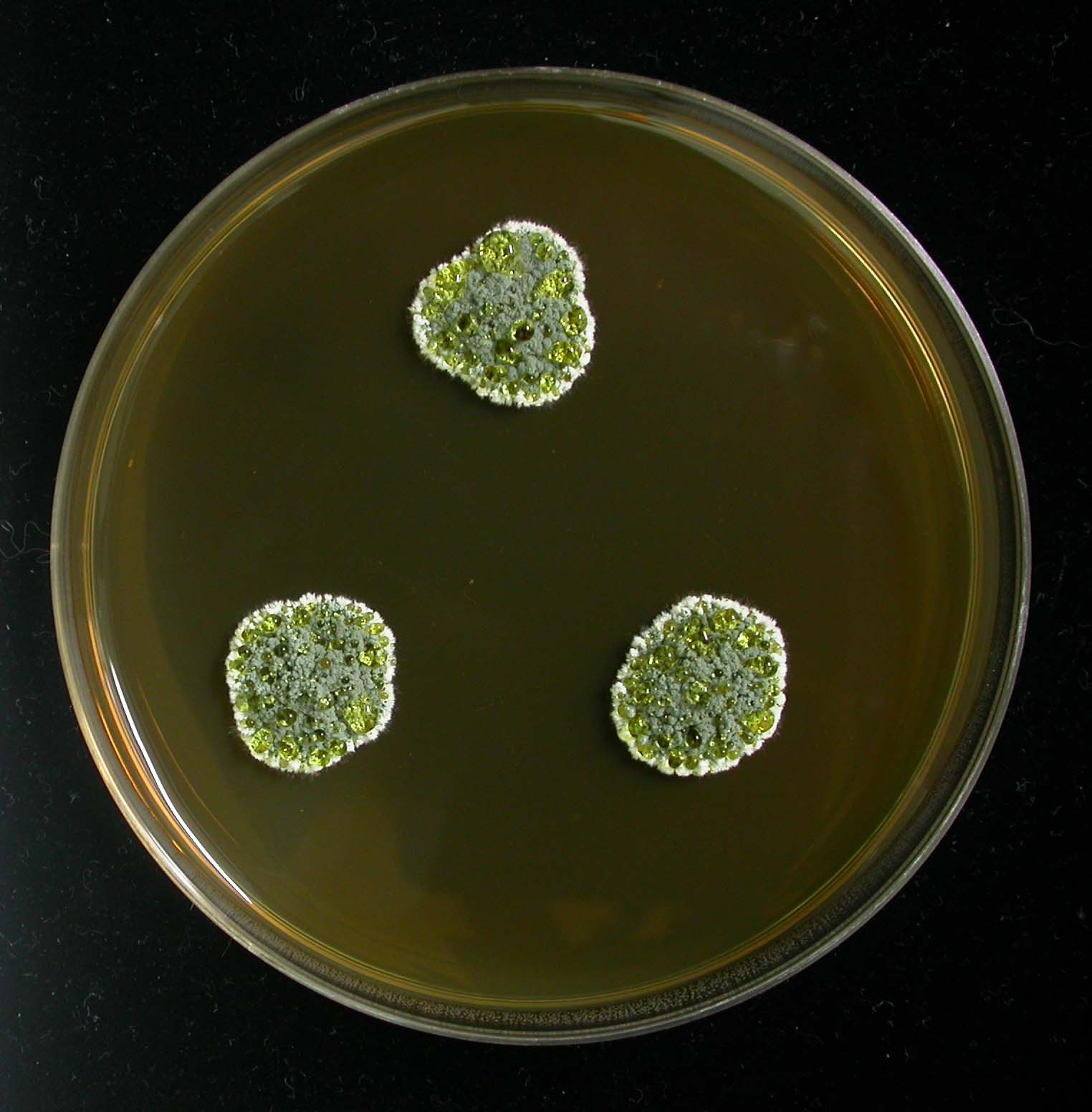
Penicillium glandicola

- Penicillium georgiense[3]
- Penicillium giganteum[3]
- Penicillium gladioli[1]
- Penicillium glabrum[3]
- Penicillium glandicola[3]
- Penicillium glaucoalbidum[3]
- Penicillium glaucum[1]
- Penicillium glycyrrhizacola[4]
- Penicillium goetzii[3]
- Penicillium gossypii[1]
- Penicillium gorlenkoanum[3]
- Penicillium gracilentum[1]
- Penicillium grevilleicola[4]
- Penicillium griseofulvum[1]
- Penicillium griseolum[1]
- Penicillium griseopurpureum[4]
- Penicillium griseum[3]
- Penicillium guanacastense[3]

- Haut – A
- B
- C
- D
- E
- F
- G
- H
- I
- J
- K
- L
- M
- N
- O
- P
- Q
- R
- S
- T
- U
- V
- W
- X
- Y
- Z

## H
- Penicillium halotolerans[3]
- Penicillium hemitrachum[11]
- Penicillium hennebertii[4]
- Penicillium herquei[1]
- Penicillium heteringtonii[3]
- Penicillium heteromorphum[1]
- Penicillium hetheringtonii[3]
- Penicillium hirayamae[3]
- Penicillium hirsutum[3]
- Penicillium hispanicum[1]
- Penicillium humicola[12]
- Penicillium hoeksii[4]
- Penicillium hordei[1]
- Penicillium humicoloides[3]
- Penicillium humuli[1]
- Penicillium hypomycetis[1]

- Haut – A
- B
- C
- D
- E
- F
- G
- H
- I
- J
- K
- L
- M
- N
- O
- P
- Q
- R
- S
- T
- U
- V
- W
- X
- Y
- Z

## I
- Penicillium ianthinellum[3]
- Penicillium idahoense[3]
- Penicillium implicatum[1]
- Penicillium improvisum[13]
- Penicillium incoloratum[1]
- Penicillium indonesiae[3]
- Penicillium inflatum[1]
- Penicillium intermedium[1]
- Penicillium infra-aurantiacum[4]
- Penicillium infrabuccalum[13]
- Penicillium infrapurpureum[4]
- Penicillium imranianum [14]
- Penicillium inusitatum[1]
- Penicillium isariiforme[1]
- Penicillium islandicum[1]
- Penicillium italicum[1]

- Haut – A
- B
- C
- D
- E
- F
- G
- H
- I
- J
- K
- L
- M
- N
- O
- P
- Q
- R
- S
- T
- U
- V
- W
- X
- Y
- Z

## J
- Penicillium jacksonii[3]
- Penicillium jamesonlandense[3]
- Penicillium janczewskii[1]
- Penicillium javanicum[3]
- Penicillium jejuense[15]
- Penicillium jensenii[1]
- Penicillium jiangxiense[4]
- Penicillium johnkrugii[3]
- Penicillium jugoslavicum[3]

- Haut – A
- B
- C
- D
- E
- F
- G
- H
- I
- J
- K
- L
- M
- N
- O
- P
- Q
- R
- S
- T
- U
- V
- W
- X
- Y
- Z

## K
- Penicillium kananaskense[1]
- Penicillium kenraperi[1]
- Penicillium kiamaense[4]
- Penicillium klebahnii[1]
- Penicillium kloeckeri[1]
- Penicillium kojigenum[3]
- Penicillium kongii[3]
- Penicillium koreense[16]

- Haut – A
- B
- C
- D
- E
- F
- G
- H
- I
- J
- K
- L
- M
- N
- O
- P
- Q
- R
- S
- T
- U
- V
- W
- X
- Y
- Z

## L
- Penicillium lacus-sarmientei[1]
- Penicillium laeve[4]
- Penicillium lapatayae[1]
- Penicillium lapidosum[1]
- Penicillium lassenii[1]
- Penicillium lemhiflumine[17]
- Penicillium lehmanii[1]
- Penicillium lenticrescens[4]
- Penicillium levitum[3]
- Penicillium lignorum[1]
- Penicillium limosum[1]
- Penicillium lineatum[1]
- Penicillium loliense[1]
- Penicillium longicatenatum[4]
- Penicillium ludwigii[1]

- Haut – A
- B
- C
- D
- E
- F
- G
- H
- I
- J
- K
- L
- M
- N
- O
- P
- Q
- R
- S
- T
- U
- V
- W
- X
- Y
- Z

## M

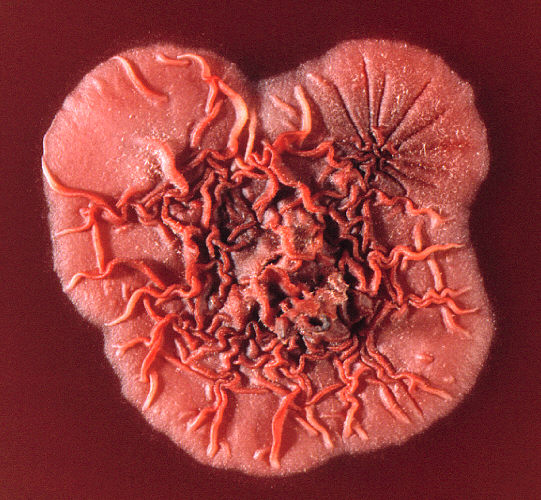
Penicillium marneffei

- Penicillium macrosclerotiorum[3]
- Penicillium maclennaniae[1]
- Penicillium madriti[1]
- Penicillium magnielliptisporum[4]
- Penicillium malacaense[1]
- Penicillium malacosphaerulum[18]
- Penicillium mallochii[3]
- Penicillium malmesburiense[4]
- Penicillium mariae-crucis[1]
- Penicillium marinum[3]
- Penicillium marthae-christensenia[18]
- Penicillium marneffei[1]
- Penicillium maximae[3]
- Penicillium megasporum[1]
- Penicillium melanoconidium[1]
- Penicillium melinii[1]
- Penicillium menonorum[3]
- Penicillium meloforme[1]
- Penicillium meridianum[3]
- Penicillium mexicanum[4]
- Penicillium miczynskii[1]
- Penicillium momoii[18]
- Penicillium mimosinum[1]
- Penicillium minioluteum[1]
- Penicillium moldavicum[1]
- Penicillium molle[1]
- Penicillium mononematosum[3]
- Penicillium monsgalena[18]
- Penicillium monsserratidens[18]
- Penicillium montanense[1]
- Penicillium multicolor[1]
- Penicillium murcianum[1]

- Haut – A
- B
- C
- D
- E
- F
- G
- H
- I
- J
- K
- L
- M
- N
- O
- P
- Q
- R
- S
- T
- U
- V
- W
- X
- Y
- Z

## N

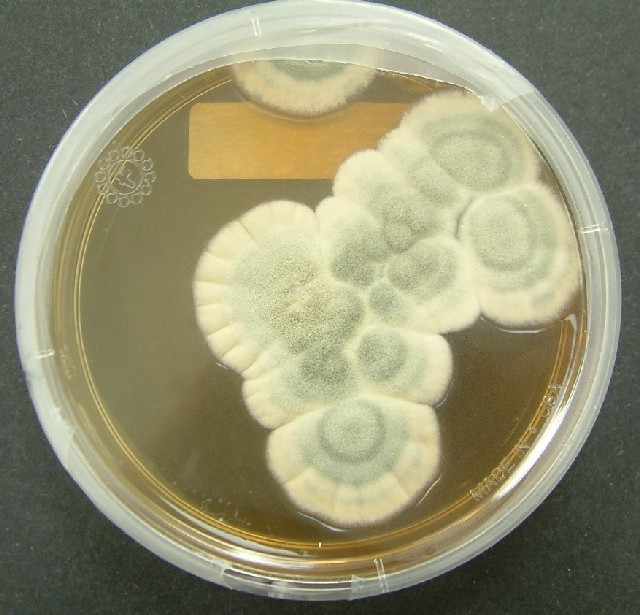
Penicillium notatum

- Penicillium nalgiovense[1]
- Penicillium neocrassum[3]
- Penicillium neoechinulatum[1]
- Penicillium neomiczynskii[3]
- Penicillium nepalense[1]
- Penicillium nilense[1]
- Penicillium nodositatum[1]
- Penicillium nodulum[1]
- Penicillium nordicum[3]
- Penicillium nothofagi[3]
- Penicillium novae-zelandiae[1]
- Penicillium nucicola[19]

- Haut – A
- B
- C
- D
- E
- F
- G
- H
- I
- J
- K
- L
- M
- N
- O
- P
- Q
- R
- S
- T
- U
- V
- W
- X
- Y
- Z

## O
- Penicillium ochotense[20]
- Penicillium oblatum[1]
- Penicillium occitanis[3]
- Penicillium ochrochloron[1]
- Penicillium ochrosalmoneum[1]
- Penicillium olsonii[1]
- Penicillium onobense[1]
- Penicillium oregonense[20]
- Penicillium ootensis[1]
- Penicillium ornatum[1]
- Penicillium ortum[20]
- Penicillium osmophilum[1]
- Penicillium ovatum[4]
- Penicillium oxalicum[1]

- Haut – A
- B
- C
- D
- E
- F
- G
- H
- I
- J
- K
- L
- M
- N
- O
- P
- Q
- R
- S
- T
- U
- V
- W
- X
- Y
- Z

## P

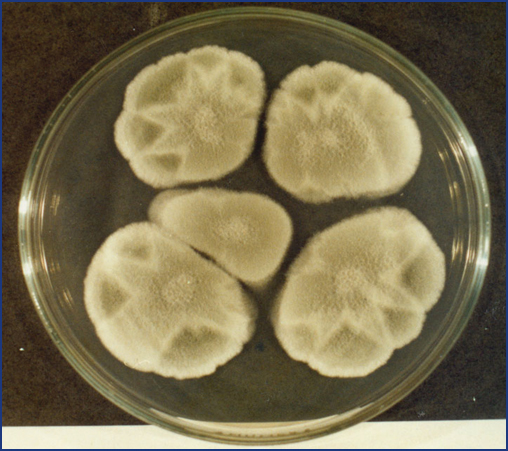
Penicillium purpurogenum

- Penicillium pagulum[21]
- Penicillium pachmariensis[1]
- Penicillium palitans[1]
- Penicillium palmae[1]
- Penicillium panamense[1]
- Penicillium pancosmium[3]
- Penicillium paneum[1]
- Penicillium panissanguineum[21]
- Penicillium paradoxum[4]
- Penicillium parviverrucosum
- Penicillium parvofructum[21]
- Penicillium parvulum[3]
- Penicillium parvum[3]
- Penicillium pasqualense[3]
- Penicillium parmonense[1]
- Penicillium patens[1]
- Penicillium paxilli[1]
- Penicillium pedernalense[21]
- Penicillium penarojense[4]
- Penicillium persicinum[3]
- Penicillium philippinense[3]
- Penicillium phoeniceum[1]
- Penicillium piltunense[21]
- Penicillium piceum[1]
- Penicillium pimiteouiense[1]
- Penicillium pinophilum[1]
- Penicillium pinsaporum[1]
- Penicillium polonicum[1]
- Penicillium primulinum[1]
- Penicillium proteolyticum[1]
- Penicillium pseudostromaticum[1]
- Penicillium psychrosexualis[3]
- Penicillium pullum[1]
- Penicillium pulvis[4]
- Penicillium punicae[21]
- Penicillium punicae[3]
- Penicillium purpurescens[1]
- Penicillium purpureum[1]
- Penicillium purpurogenum[1]

- Haut – A
- B
- C
- D
- E
- F
- G
- H
- I
- J
- K
- L
- M
- N
- O
- P
- Q
- R
- S
- T
- U
- V
- W
- X
- Y
- Z

## Q
- Penicillium qii[3]
- Penicillium quebecense[3]

- Haut – A
- B
- C
- D
- E
- F
- G
- H
- I
- J
- K
- L
- M
- N
- O
- P
- Q
- R
- S
- T
- U
- V
- W
- X
- Y
- Z

## R

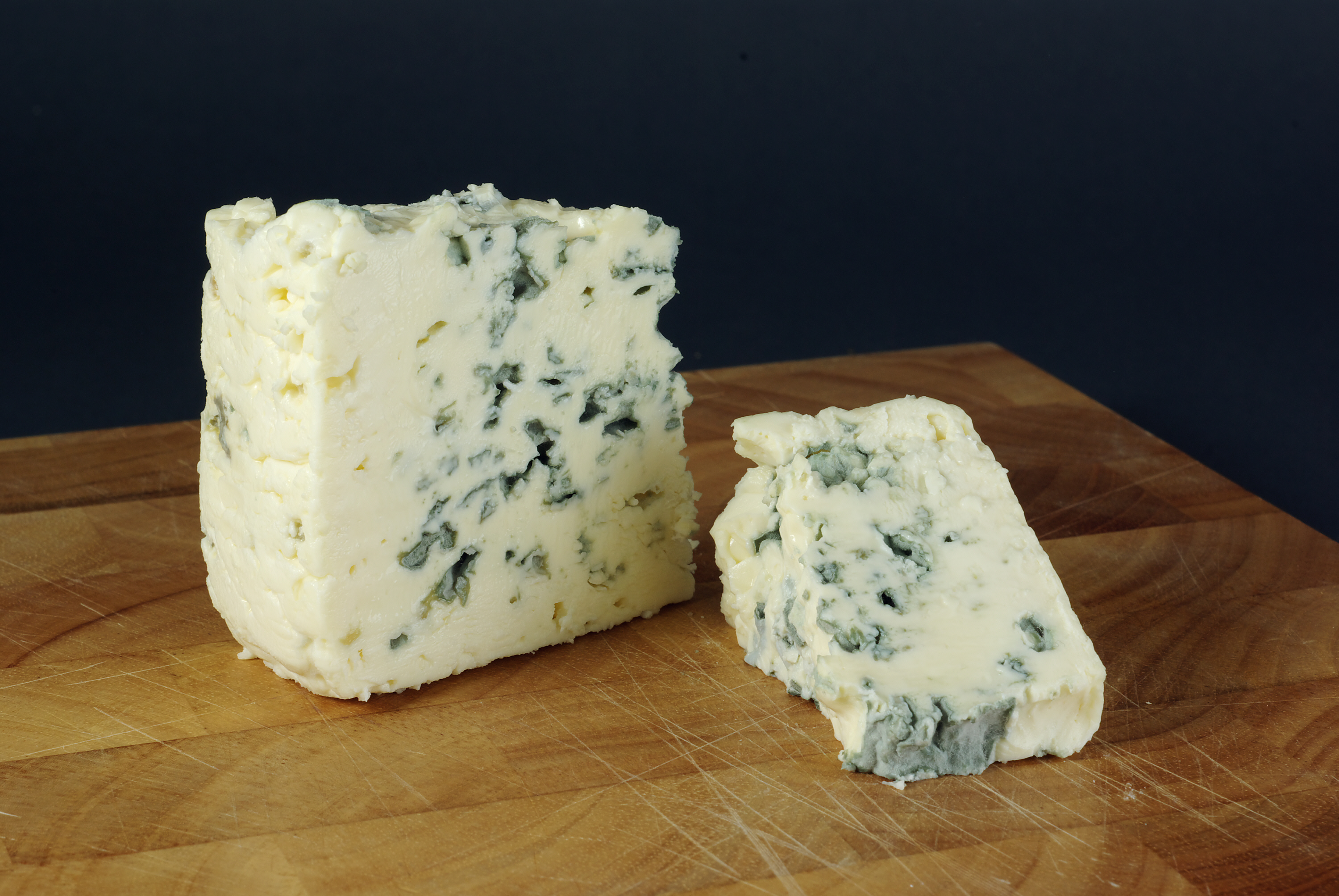
Penicillium roqueforti

- Penicillium raciborskii[3]
- Penicillium rademirici[1]
- Penicillium radicicola[3]
- Penicillium radicum[1]
- Penicillium raistrickii[1]
- Penicillium ramusculum[3]
- Penicillium ranomafanaense[4]
- Penicillium raphiae[3]
- Penicillium repensicola[22]
- Penicillium rasile[1]
- Penicillium resedanum[1]
- Penicillium resticulosum[1]
- Penicillium restingae[4]
- Penicillium restrictum[1]
- Penicillium ribium[3]
- Penicillium riverlandense[22]
- Penicillium robsamsonii[22]
- Penicillium rolfsii[1]
- Penicillium roqueforti[1]
- Penicillium roseopurpureum[1]
- Penicillium rubefaciens[1]
- Penicillium rubidurum[1]
- Penicillium rubrum[1]
- Penicillium rudallense[4]
- Penicillium rugulosum[1]

- Haut – A
- B
- C
- D
- E
- F
- G
- H
- I
- J
- K
- L
- M
- N
- O
- P
- Q
- R
- S
- T
- U
- V
- W
- X
- Y
- Z

## S
- Penicillium sabulosum[1]
- Penicillium sacculum[4]
- Penicillium sajarovii[1]
- Penicillium salamii[23]
- Penicillium salmoniflumin[24]
- Penicillium samsonianum[24]
- Penicillium sanguifluum[3]
- Penicillium sanshaense[24]
- Penicillium saturniforme[3]
- Penicillium scabrosum[1]
- Penicillium sclerotigenum[1]
- Penicillium senticosum[1]
- Penicillium severskii[1]
- Penicillium shennonghianum[1]
- Penicillium siamense[1]
- Penicillium simile[3]
- Penicillium simplicissimum[1]
- Penicillium sinaicum[1]
- Penicillium singorense[4]
- Penicillium sizovae[3]
- Penicillium skrjabinii[3]
- Penicillium smithii[1]
- Penicillium solitum[1]
- Penicillium soppii[3]
- Penicillium spathulatum[3]
- Penicillium sphaerum[1]
- Penicillium spinulosum[1]
- Penicillium spirillum[1]
- Penicillium steckii
- Penicillium sterculiniicola[4]
- Penicillium striatisporum[3]
- Penicillium stolkiae[1]
- Penicillium subarcticum[1]
- Penicillium subericola[3]
- Penicillium sublateritium[1]
- Penicillium sublectaticum[4]
- Penicillium subrubescens[3]
- Penicillium subspinulosum[4]
- Penicillium subturcoseum[24]
- Penicillium subtile[1]
- Penicillium sucrivorum[4]
- Penicillium sumatrense[3]
- Penicillium svalbardense[3]
- Penicillium sylvaticum[3]

- Haut – A
- B
- C
- D
- E
- F
- G
- H
- I
- J
- K
- L
- M
- N
- O
- P
- Q
- R
- S
- T
- U
- V
- W
- X
- Y
- Z

## T
- Penicillium tanzanicum[25]
- Penicillium tardochrysogenum[3]
- Penicillium tardum[3]
- Penicillium tarraconense[1]
- Penicillium terrenum[3]
- Penicillium terrigenum[3]
- Penicillium thiersii[3]
- Penicillium thomii[1]
- Penicillium thymicola[1]
- Penicillium tricolor[1]
- Penicillium tropicoides[3]
- Penicillium tropicum[3]
- Penicillium tsitsikammaense[3]
- Penicillium tubakianum[25]
- Penicillium tulipae[3]
- Penicillium turbatum[1]
- Penicillium turcosoconidiatum[3]

- Haut – A
- B
- C
- D
- E
- F
- G
- H
- I
- J
- K
- L
- M
- N
- O
- P
- Q
- R
- S
- T
- U
- V
- W
- X
- Y
- Z

## U
- Penicillium ubiquetum[3]
- Penicillium udagawae[1]
- Penicillium ulaiense[1]

- Haut – A
- B
- C
- D
- E
- F
- G
- H
- I
- J
- K
- L
- M
- N
- O
- P
- Q
- R
- S
- T
- U
- V
- W
- X
- Y
- Z

## V
- Penicillium vagum[3]
- Penicillium vancouverense[3]
- Penicillium vanbeymae[1]
- Penicillium vanderhammenii[3]
- Penicillium vanluykii[3]
- Penicillium vanoranjei[26]
- Penicillium variratens[27]
- Penicillium variabile[1]
- Penicillium vasconiae[1]
- Penicillium velutinum[1]
- Penicillium venetum[3]
- Penicillium verhagenii[3]
- Penicillium verrucisporum[27]
- Penicillium verrucosum[1]
- Penicillium verruculosum[1]
- Penicillium vinaceum[1]
- Penicillium virgatum[1]
- Penicillium viridicatum
- Penicillium viticola[28]

- Haut – A
- B
- C
- D
- E
- F
- G
- H
- I
- J
- K
- L
- M
- N
- O
- P
- Q
- R
- S
- T
- U
- V
- W
- X
- Y
- Z

## W
- Penicillium waksmanii[1]
- Penicillium wellingtonense[3]
- Penicillium westlingii[1]
- Penicillium williamettense[29]
- Penicillium wisconsinense[29]
- Penicillium wollemiicola[29]
- Penicillium wotroi[3]

- Haut – A
- B
- C
- D
- E
- F
- G
- H
- I
- J
- K
- L
- M
- N
- O
- P
- Q
- R
- S
- T
- U
- V
- W
- X
- Y
- Z

## Y
- Penicillium yarmokense[3]

- Haut – A
- B
- C
- D
- E
- F
- G
- H
- I
- J
- K
- L
- M
- N
- O
- P
- Q
- R
- S
- T
- U
- V
- W
- X
- Y
- Z

## Z
- Penicillium zhuangii[3]
- Penicillium zonatum[1]